# Frej Lindqvist
Frej Gunnar Volter Lindqvist, född 13 oktober 1937 i Helsingfors i Finland, är en svensk skådespelare, manusförfattare och regissör.

## Biografi

### De första åren i Finland
Lindqvist är född i Finland men kom som krigsbarn till Sverige och är uppvuxen i Luleå. Efter studier i Lund återvände han till Finland. 
Han utbildades vid Svenska Teaterns elevskola i Helsingfors 1959–1961 och kom därefter som skådespelare till Åbo Svenska Teater där han bland annat gjorde roller som Algernon i Oscar Wildes komedi Mr Ernest och Tusenbach i Tjechovs Tre systrar.
1963 engagerades han av Lilla Teatern i Helsingfors (kallad Lillan) som drevs av teaterchefen Vivica Bandler. Där inledde Lindqvist även sin karriär som pjäsförfattare. Tillsammans med Bengt Ahlfors och Erna Tauro skrev han 1963 commedia dell'arte-musikalen I Våras. Han medverkade själv på scen som Harlekin (Harry), medan Gösta Bredefeldt gjorde Pierrot och Hilkka Östman spelade Colombina. Föreställningen, som gick hem hos Helsingforspubliken, ingick sedan i Lillans årliga gästspel i Stockholm. I februari 1964 gavs tio föreställningar på ABC-teatern (nuvarande Playhouse). 

### På svenska scener och i TV
Kontakten med svensk teater förde honom tillbaka till Sverige. Han medverkade hösten 1964 i Klaus Rifbjergs revyliknande pjäs Vad ska vi göra? på Lilla teatern med Catrin Westerlund och Lena Granhagen och engagerades sedan till Gösta Bernhards uppsättning av Sondheim-musikalen En kul grej hände på väg till Forum på Idéonteatern. Året efter gjorde han hypokondrikern Felix Ungar mot Carl-Gustaf Lindstedt i Neil Simons komedi Omaka par på Intiman. Han hann även med att regissera den egna musikalen I våras, som 1966 fick Göteborgspremiär på Folkteatern, nu med Iwar Wiklander som Harlekin.
Från mitten av 1960-talet har han varit flitigt anlitad av Sveriges Television (tidigare SR/TV) och har även tillhört TV-ensemblen. Bland de många produktioner han medverkat i kan nämnas kriminalserien Operation Argus med Ove Tjernberg och Catrin Westerlund men också ett antal TV-teateruppsättningar som Lärda fruntimmer av Molière, Repetitionen av Jean Anouilh och Regeln och undantaget av Bertolt Brecht med Ernst-Hugo Järegård och Sven Wollter.
Han kom 1968 till Västeråsensemblen som leddes av Hans Bergström som även regisserade urpremiären på Lindqvists musikal Bakåt, soldat (om finska kriget 1808–1809) med Olof Lundström som Napoleon Bonaparte och Lindqvist själv som generalen Wilhelm Mauritz Klingspor. Under sina två år i Västerås gjorde han bland annat Versjinin i Ernst Günthers omtalade uppsättning av Tjechovs Tre systrar och Boniface i Feyadeaus fars Spökhotellet.

### Stockholms stadsteater
1970 engagerades Lindqvist till ensemblen på Stockholms stadsteater där hans tidigare arbetsgivare Vivica Bandler gjorde sitt första år som chef. Här gjorde han en rad uppmärksammade insatser som Baronen i Den farliga vänskapen av Marivaux, Parolles i Shakespeares Slutet gott, allting gott, titelrollen i Don Juan av Molière (med Björn Gustafson som Sganarelle) och Antoine Dimitreff (Calchas) i Göran O. Erikssons Pariserliv (1975) med bland andra Jane Friedmann och Olof Bergström. Friedmann och Lindqvist repriserade sina roller i Peter Schildts uppsättning på TV-teatern i december 1983.
Peter Shaffers pjäs Amadeus, 1981 renderade honom Svenska Dagbladets Thaliapris.
Lindqvist har medverkat som skådespelare i ytterligare två uppsättnigar på stadsteatern, som Teddy-Lampa i En uppstoppad hund 1988 och Theseus i Racines Fedra 1996.
1983 regisserade han Eric Idles Har ni sett butlern? på Nya scenen som blev en sådan publikframgång att den flyttades till Stora scenen och dessutom förlängdes med en hel säsong. Han har även satt upp Tom Stoppards Arkadien 1995.

### Skådespelare, regissör och författare
För många är Frej Lindqvist starkt förknippad med rollen som doktor Gunnar Stensson i Pelle Berglunds TV-serie Dubbelstötarna från 1980 med Björn Gustafson som studierektor Bertilsson. En annan minnesvärd roll är som Förhörsledaren i Olle Hägers och Hans Villius TV-serie Raul Wallenberg – fånge i Sovjet 1990.
Han har växelvis varit verksam som skådespelare och regissör i både Sverige och Finland. Han spelade Ministern i Ray Cooneys Hotelliggaren på Folkan 1985 med Gösta Ekman och Birgitta Andersson och återkom till Lilla teatern i Helsingfors 1987 med sin egen pjäs (med Ahlfors) Soppan kallnar, minnet sviker.  
Lindqvist inledde 1990 sitt samarbete med Norrbottensteatern, där han bland annat satt upp Alla älskar Norman av Alan Ayckbourn och Shakespeares Som ni behagar men har även varit en återkommande gästlärare vid Teaterhögskolan i Luleå.  
Han bosatte sig i Frankrike i slutet 1990-talet där han också varit verksam som regissör på bland annat operan i Nice men kom då och då hem till Sverige för att gästspela, som 2009 då han gjorde Sorin i Tjechovs Måsen på Norrbottensteatern. 
I och med hemkomsten 2013 återknöt han kontakten med teatervärlden och gästspelade 2016 på Dramaten i Andreas T. Olssons uppsättning Improvisation på slottet och både han och Björn Gustafson medverkade 2017 i TV-serien Enkelstöten med Sissela Kyle och Lotta Tejle.

### Övrigt
Frej Lindqvist var berättarrösten i serien om Björnen Paddington som visades i svensk TV från 1976. 
Lindqvist har läst in en antal audio-böcker exempelvis några av Arto Paasilinnas romaner. I radion har han hörts ett flertal gånger i programmet Sommar. Han har ibland framträtt under pseudonymen Zoltân Papp.
Han har skrivit ett par böcker om skådespeleri, senast Svindlare mot sin vilja,.

## Filmografi

### Filmer
- 1962 – Raggargänget
- 1965 – Calle P
- 1966 – Yngsjömordet
- 1967 – Mördaren – en helt vanlig person
- 1967 – Tofflan
- 1968 – Jag är nyfiken - blå
- 1968 – Skammen
- 1968 – The Sea Gull
- 1970 – Rötmånad
- 1971 – Troll
- 1974 – En handfull kärlek
- 1974 – Rännstensungar
- 1975 – Garaget
- 1976 – Mina drömmars stad
- 1979 – Jag är Maria
- 1980 – Dubbelstötarna
- 1985 – Svindlande affärer
- 1986 – Mästerdetektiven Basil Mus (röst till Basil Mus)
- 1991 – Riktiga män bär alltid slips
- 1995 – Vendetta
- 2015 – Den lille prinsen (röst till Kungen)
- 2019 – Husdjurens hemliga liv 2 (röst till Tuppen)

### TV-produktioner
- 1965 – Niklasons
- 1965 – De bergtagna
- 1966 – Operation Argus
- 1966 – Farfar till häst
- 1967 – Drottningens juvelsmycke
- 1968 – Pygmalion
- 1968 – Lärda fruntimmer
- 1968 – Rötter
- 1968 – Repetitionen
- 1970 – Röda rummet
- 1971 – Amala Kamala
- 1973 – Makt på spel (TV-serie)
- 1974 – Döden som läromästare
- 1974 – Bakom masker
- 1975 – Paddington (TV-serie) berättare och röster
- 1975 – Figaros bröllop
- 1978 – Strandfyndet
- 1979 – Selambs (TV-serie)
- 1980 – Dubbelstötarna
- 1980 – Det vita lyser i mörkret (TV-teater)
- 1980 – SOS Harrisburg (dramadokumentär)
- 1980 – Duell i gryningen (TV-teater)
- 1981 – Babels hus (TV-serie)
- 1981 – Fänrik Ståls sägner
- 1982 – Ringlek
- 1982 – Smutsiga fingrar (TV-teater)
- 1983 – Henri Rousseau (TV-teater)
- 1983 – Pariserliv (TV-teater)
- 1984 – Haren och vråken (TV-teater)
- 1985 – Den tragiska historien om Hamlet – prins av Danmark (TV-serie)
- 1986 – Skuggan av Henry (TV-serie)
- 1987 –  Träff i helfigur
- 1991 – Kopplingen
- 1991 – Din vredes dag (TV-serie)
- 1994 – Den vite riddaren
- 1996 – Skuggornas hus
- 1997 – Snoken
- 1998 – Jobbet och jag
- 1999 – Insider (TV-serie)
- 2006 – Isabella
- 2014 – Blå ögon (TV-serie)
- 2016 – Mammor (TV-serie)
- 2017 – Enkelstöten (TV-serie)

### Manus
- 1971 – Troll
- 1981 – Fänrik Ståls sägner

## Teater

### Roller
| År   | Roll              | Produktion | Regi                | Teater                          |
| ---- | ----------------- | --- | ------------------- | ------------------------------- |
| 1963 | Harry (Harlekin)  | I våras Frej Lindqvist/Bengt Ahlfors/Erna Tauro                                                                                | Helena Brodin       | Lilla Teatern, Helsingfors      |
| 1964 | Harry (Harlekin)  | I våras Frej Lindqvist/Bengt Ahlfors/Erna Tauro                                                                                | Jan Halldoff        | ABC-teatern, Stockholm          |
| 1964 | Medverkade        | Va' ska vi göra (Hvad ska vi lave) Klaus Rifbjerg och Jesper Jensen                                                            | Jackie Söderman     | Lilla Teatern                   |
| 1965 | Marcus Lycus      | En kul grej hände på väg till Forum Stephen Sondheim, Burt Shevelove, Larry Gelbart                                            | Gösta Bernhard      | Idéonteatern                    |
| 1966 | Medverkade        | Kar de Mumma-revyn Kar de Mumma                                                                                                | Ingvar Kjellson     | Folkan                          |
| 1966 | Felix Ungar       | Omaka par (The Odd Couple) Neil Simon                                                                                          | Stig Ossian Ericson | Intiman                         |
| 1967 | Eric              | Inkräktare Staffan Olzon | Staffan Olzon       | Pistolteatern                   |
| 1968 | Jack Barnstable   | Älskling, du vet att jag inte hör dig när vattnet rinner (You Know I Can't Hear You When The Water Is Running) Robert Anderson | Per Gerhard         | Lilla teatern                   |
| 1970 | Versjinin         | Tre systrar Anton Tjechov | Ernst Günther       | Västeråsensemblen (Riksteatern) |
| 1971 | Baronen           | Den farliga vänskapen Marivaux                                                                                                 | Jonas Cornell       | Stockholms stadsteater          |
| 1971 | Parolles          | Slutet gott, allting gott William Shakespeare                                                                                  | Jonas Cornell       | Stockholms stadsteater          |
| 1971 | Rådaren           | De vilda svanarna H.C. Andersen                                                                                                | Fred Hjelm          | Stockholms stadsteater          |
| 1973 | Alfred            | An der schönen blauen Donau (Geschichten aus dem Wiener Wald) Ödön von Horvath                                                 | Jan Håkanson        | Stockholms stadsteater          |
| 1974 | Don Juan          | Don Juan Molière | Jonas Cornell       | Stockholms stadsteater          |
| 1975 |                   | Pariserliv Göran O. Eriksson                                                                                                   | Göran O. Eriksson   | Stockholms stadsteater          |
| 1977 | Bechut            | Spargrisen (La cagnotte) Eugène Labiche (Botho Strauss)                                                                        | Yves Bureau         | Stockholms stadsteater          |
| 1981 | Salieri           | Amadeus Peter Shaffer | Göran O. Eriksson   | Stockholms stadsteater          |
| 1986 |                   | Hotelliggaren Ray Cooney | Tony Verner         | Folkan                          |
| 1988 | Bengt-Teddy Lampa | En uppstoppad hund Staffan Göthe                                                                                               | Jonas Cornell       | Stockholms stadsteater          |
| 1996 | Theseus           | Fedra Jean Racine | Hilda Hellwig       | Stockholms stadsteater          |
| 2009 | Sorin             | Måsen Anton Tjechov | Rasmus Lindberg     | Norrbottensteatern              |

### Regi (ej komplett)
| År   | Produktion                              | Upphovsmän                          | Teater                   |
| ---- | --------------------------------------- | ----------------------------------- | ------------------------ |
| 1966 | I våras                                 | Frej Lindqvist och Bengt Ahlfors    | Folkteatern, Göteborg    |
| 1968 | Några festliga sätt att dö, eller....   |                                     | Pistolteatern, Stockholm |
| 1978 | SK 911 till Acapulco                    | Christer Kihlman och Frej Lindqvist | Stockholms stadsteater   |
| 1986 | Vägg i vägg                             |                                     |                          |
| 1990 | Guds djärvaste ängel                    |                                     |                          |
| 1990 | En fröjdefull jul Season's Greetings    | Alan Ayckbourn                      | Norrbottensteatern       |
| 1992 | Som ni behagar As you like it           | William Shakespeare                 | Norrbottensteatern       |
| 1992 | Utlänningen The Foreigner               | Larry Shue                          | Norrbottensteatern       |
| 1995 | Arkadien Arcadia                        | Tom Stoppard                        | Stockholms stadsteater   |
| 2011 | Alla älskar Norman The Norman Conquests | Alan Ayckbourn                      | Norrbottensteatern       |